# Ӄ
La Ka con ɡancho (Ӄ ӄ; cursiva: Ӄ ӄ) es una letra de la escritura cirílica. Se forma a partir del  Letra cirílica Ka (К к) por la adición de un gancho.
Es ampliamente utilizado en los alfabetos de Siberia y el Lejano Oriente ruso, como en los idiomas chucoto, coriaco, alyutor, itelmen, yucaguir, yupik, aleutiano, nivkh, ket, y selkup , donde representa la oclusiva uvular sorda /q/. A veces se ha utilizado en el idioma khanty como sustituto de Ka con descendiente, Қ қ, que también significa /q/. También se usó anteriormente en los alfabetos abjasio y osetio

## Códigos informáticos
| Carácter      | Ӄ                                      | Ӄ                                      | ӄ                                      | ӄ                                      |
| ------------- | -------------------------------------- | -------------------------------------- | -------------------------------------- | -------------------------------------- |
| Unicode       | LETRA MAYÚSCULA CIRÍLICA KA CON GANCHO | LETRA MAYÚSCULA CIRÍLICA KA CON GANCHO | LETRA MINÚSCULA CIRÍLICA KA CON GANCHO | LETRA MINÚSCULA CIRÍLICA KA CON GANCHO |
| Codificación  | decimal                                | hex                                    | decimal                                | hex                                    |
| Unicode       | 1219                                   | U+04C3                                 | 1220                                   | U+04C4                                 |
| UTF-8         | 211 131                                | D3 83                                  | 211 132                                | D3 84                                  |
| Ref. numérica | &#1219;                                | &#x4C3;                                | &#1220;                                | &#x4C4;                                |